# Pimenta (kommun i Brasilien)
Pimenta är en kommun i Brasilien.   Den ligger i delstaten Minas Gerais, i den sydöstra delen av landet, 600 km söder om huvudstaden Brasília. Antalet invånare är 8 236.
Omgivningarna runt Pimenta är huvudsakligen savann. Runt Pimenta är det mycket glesbefolkat, med 4 invånare per kvadratkilometer.